# Список заслуженных тренеров СССР (парусный спорт)

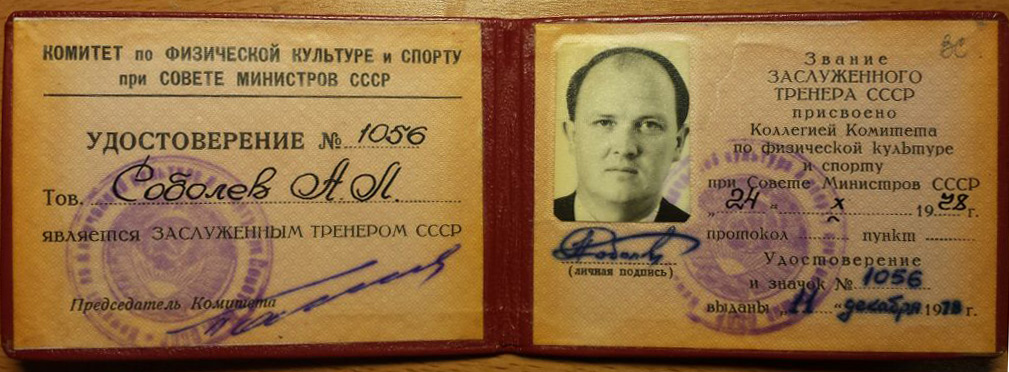
Соболев Александр Леонидович. Удостоверение Заслуженного тренера СССР

В данный список включены персоналии, получившие звание «заслуженный тренер СССР» за достижения в области парусного спорта и судомодельного спорта.
| 1960 год |                      |            |                         |                |        |        |  |
| 1        | Лавров Иван Петрович | ??.12.1960 | 15.09.1913 — 24.01.1990 | парусный спорт | Москва | «Труд» |  |

## 1970
- Вечирко, Николай Федорович 1928—2006 (гребно-парусное многоборье, шлюпка, ял)

## 1978
- Соболев, Александр Леонидович (1941—2003)[3].

## 1984
- Калина, Евгений Иванович
- Манкин, Валентин Григорьевич
- Шилов, Олег Иванович

## 1989
- Давыденко, Юрий Иванович[4]

## 1990
- Пильчин, Виктор Владимирович

## неизв
- Александров Константин Владимирович ?-1987[5][6][7]
- Климчинский, Игорь Николаевич 17.8.1913 — 2.2.2000[8]
- Мельгунов, Константин Васильевич 18.12.1926 — 18.12.2013[9]
- Назаров, Виктор Петрович 1945 (судомодельный спорт)